# Eriosphaeria
Eriosphaeria är ett släkte av svampar. Eriosphaeria ingår i familjen Trichosphaeriaceae, ordningen Trichosphaeriales, klassen Sordariomycetes, divisionen sporsäcksvampar och riket svampar.
|              | Brachysporium |
|              | |
| Eriosphaeria | \| \| Eriosphaeria vermicularia \| \| \| \| \| \| Eriosphaeria investans \| \| \| \| \| \| Eriosphaeria membranacea \| \| \| \| \| \| Eriosphaeria aggregata \| \| \| \| \| \| Eriosphaeria subtomentosa \| \| \| \| |
|              | \| \| Eriosphaeria vermicularia \| \| \| \| \| \| Eriosphaeria investans \| \| \| \| \| \| Eriosphaeria membranacea \| \| \| \| \| \| Eriosphaeria aggregata \| \| \| \| \| \| Eriosphaeria subtomentosa \| \| \| \| |
|              | Trichosphaeria |
|              | |
|              | Cryptadelphia |
|              | |
|              | Unisetosphaeria |
|              | |
|              | Cresporhaphis |
|              | |
|              | Coniobrevicolla |
|              | |
|              | Malacosphaeria |
|              | |
|              | Acanthosphaeria |
|              | |
|              | Melchioria |
|              | |
|              | Setocampanula |
|              | |
|              | Eriosphaeria vermicularia |
|              | |
|              | Eriosphaeria investans |
|              | |
|              | Eriosphaeria membranacea |
|              | |
|              | Eriosphaeria aggregata |
|              | |
|              | Eriosphaeria subtomentosa |
|              | |

|  | Eriosphaeria vermicularia |
|  |                           |
|  | Eriosphaeria investans    |
|  |                           |
|  | Eriosphaeria membranacea  |
|  |                           |
|  | Eriosphaeria aggregata    |
|  |                           |
|  | Eriosphaeria subtomentosa |
|  |                           |